# بی‌عملی

- بی عملی Not-Doing -

بی‌عملی (به انگلیسی: not-doing)

## بی‌عملی درتائو
یکی از اصولِ مشهور تائو، بی‌کنشی non-doing) - wu wei) هست و در تائو (سالک) به اصل بی‌کنش (بی‌عملی) پای‌بند است.

## انسان کامل
انسان کامل را در آیین تائویست، انسانی است که از جایگاهی کاملاً متعالی برخوردار است. او از این حیث، برتر از تمام انسان‌های متعارف و اعیان معمولی است که نسبت به تمام تمایزات بین آن‌ها «بی اعتناء oblivious» است.
و این به آن معنا است که هیچ‌چیزی نمی‌تواند مزاحم آرامش روانش شود، انسانی است تنها، که در درونِ «آرامش» عمیقِ وجود، مستقر، و در احدیت مطلق مستغرق.
او «فارغ ـ یا فراتر از عواطف انسانی» است. او «خوب» را «خوب»، و غیرخوب را نیز «خوب» می‌بیند. بر اریکه بی ـ کنشی (Non-Doing) (بی عملی) متکی است.

## بی‌عملی در معرفتِ دون خوان ماتوس
بی‌عملی، بی‌کنشی. Not-Doing علاوه بر اینکه مفهومی دائویی است. یکی از مفاهیم کلیدی معرفت دون خوان ماتتوس می‌باشد؛ و عاملِ جابه‌جایی پیوندگاه.
سالکان می‌دانند که دومین حلقهٔ اقتدار The Second Ring of Power، حلقهٔ «بی عملی»، اراده؛ یک سالک جنگاور هست.
و می‌تواند با دومین حلقهٔ اقتدار جهانِ دیگری ببافد؛ حلقهٔ اقتدار رازِ موجوداتِ درخشان است.

## بی‌عملی
بی‌عملی هر کُنشِ ناآشنایی است که کُلِ هستی‌مان را با واداشتن به هوشیاری از بخشِ درخشانِ آن درگیر می‌کند؛ پادِ عمل، عمل بخشی از کُل است که برایِ آن گزارشی شناختی داریم.
درحالی‌که بی‌عملی عنصری است که وابسته به کُلِ نمودار شده نیست؛ یکی از سه فنی که سالکان جنگاوران برای بازایستادنِ جهان به کار می‌برند؛ هر فعالیتِ طراحی‌شده برایِ پرداختن به دقتِ دوم.

## بی‌عملی و آگاهی
بی‌عملی اضافه کردن عنصر آگاهی به عمل است، چون عمل در اثر کثرتِ انجام به عمل تبدیل‌شده‌است.
درحالی‌که بی‌عملی آگاهی یا استراتژی خوب اندیشیده‌ای است، که به عمل‌های قبلی ما اضافه می‌شود و عمل را تبدیل به بی‌عملی می‌کند.

## قاعدهٔ بی‌عملی
قاعدهٔ بی‌عملی این است که دقیقاً کار مخالف عادت یا عادت‌هایی را که داریم انجام دهیم.
بر همین اساس حافظ شیرازی دارد که:
| از خلاف آمدِ عادت بطلب کام که من |  | کسبِ جمعیت از آن زلفِ پریشان کردم |

و البته فیوضات (Emanation) روشن نشده درون پیله با کارهایی که برای جسم تازگی دارد شروع به درخشش خواهند کرد.
و این همان خفتگانی هست که شهاب‌الدین یحیی سهروردی در صفیر سیمرغ می‌گوید بیدار خواهند شد، (روشن خواهند شد).